# Cantó de Plateau d'Hauteville
El cantó de Plateau d'Hauteville (en francés canton de Plateau d'Hauteville) és una divisió administrativa francesa del departament de l'Ain. Té 37 municipis i el cap és Plateau d'Hauteville.

## Municipis

### 1801-2015
- Aranc
- Corlier
- Cormaranche-en-Bugey
- Hauteville-Lompnes
- Prémillieu
- Thézillieu

### 2015-
- Anglefort
- Aranc
- Armix
- Artemare
- Belmont-Luthézieu
- Béon
- Brénaz
- Brénod
- Chaley
- Champagne-en-Valromey
- Champdor-Corcelles
- Chavornay
- Chevillard
- Condamine
- Corbonod
- Corlier
- Cormaranche-en-Bugey
- Culoz
- Évosges
- Hauteville-Lompnes
- Haut Valromey
- Hostiaz
- Izenave
- Lantenay
- Lochieu
- Lompnieu
- Outriaz
- Prémillieu
- Ruffieu
- Seyssel
- Sutrieu
- Talissieu
- Tenay
- Thézillieu
- Vieu
- Vieu-d'Izenave
- Virieu-le-Petit

## Demografia
| A partir de 1990 : Població sense dobles comptes |

## Consellers departamentals
| Data d'elecció                           | Identitat       | Partit                                  | Qualitat |
| ---------------------------------------- | --------------- | --------------------------------------- | -------- |
| 1945-1979                                | Paul Maclet     | SFIO, després PS, després divers gauche |          |
| 1979-1992                                | Jean Latreille  | RPR                                     |          |
| 1992-1998                                | Bernard Argenti | UDF-PR                                  |          |
| 1998-2004                                | Philippe Virard | MDC, després MRC                        |          |
| 2004-2015                                | Jacques Rabut   | Divers gauche                           |          |
| les dades anteriors no són pas conegudes |                 |                                         |          |
|                                          |                 |                                         |          |

| Data d'elecció | Identitat     | Partit | Qualitat |
| -------------- | ------------- | ------ | -------- |
| 2015 -         | Philippe Emin | LR     |          |
| 2015 -         | Annie Meuriau | UDI    |          |